# Mabiloa
Mabiloa ist eine osttimoresische Aldeia im Suco Saburai (Verwaltungsamt Maliana, Gemeinde Bobonaro). 2015 lebten in der Aldeia 650 Menschen.

## Geographie
Mabiloa bildet den Süden des Sucos Saburai. Nördlich liegt die Aldeia Tazmasac. Im Osten grenzt Mabiloa an den Suco Leber und im Süden an den Suco Gildapil. Im Westen bildet der Fluss Malibaca die Grenze zu Indonesien. Am Fuß des Gebirgszuges, der die Grenze im Osten markiert, liegt im Nordosten Mabiloas das Dorf Mabiloa. Höchster Gipfel in der Aldeia ist der Mabilwa (1656 m).

## Politik
2023 wurde Ermerito Mau Meta zum Chefe de Aldeia gewählt.